# (1236) Thaïs
(1236) Thaïs es un asteroide perteneciente al cinturón de asteroides descubierto el 6 de noviembre de 1931 por Grigori Nikoláievich Neúimin desde el observatorio de Simeiz en Crimea.
Está nombrado por la novela homónima de Anatole France.